# Canto Point
Der Canto Point (im Vereinigten Königreich Spark Point, in Chile Punta Figueroa) ist eine Landspitze an der Ostküste von Greenwich Island im Archipel der Südlichen Shetlandinseln. Sie markiert die Nordwestseite der Einfahrt zur Discovery Bay. An ihrem nordöstlichen Ausläufer wird sie von den Mogotes Aguilera überragt. Die Landspitze ist Standort der ecuadorianischen Pedro-Vicente-Maldonado-Station.
Teilnehmer der 1. Chilenischen Antarktisexpedition (1946–1947) nahmen eine Vermessung vor und benannten sie als Punta Capitán Del Canto. Namensgeber dieser Benennung ist Raúl Del Canto, Ingenieur auf dem Schiff Iquique bei dieser Forschungsfahrt. Das Advisory Committee on Antarctic Names übertrug diese Benennung 1965 in verkürzter Form ins Englische. Das UK Antarctic Place-Names Committee dagegen benannte die Landspitze am 31. August 1962 nach der Spark, einem britischen Schoner, der 1820 bis 1821 zur Robbenjagd in den Gewässern um die Südlichen Shetlandinseln operierte. Namensgeber der aktuellen chilenischen Benennung ist Leutnant Emiliano Figueroa González, ein Offizier an Bord der Angamos bei der 5. Chilenischen Antarktisexpedition (1950–1951).